# Évosges
Évosges är en kommun i departementet Ain i regionen Auvergne-Rhône-Alpes i östra Frankrike. Kommunen ligger  i kantonen Saint-Rambert-en-Bugey som ligger i arrondissementet Belley. Kommunens areal är 12,08 km². År 2022 hade Évosges 143 invånare.

## Befolkningsutveckling
Antalet invånare i kommunen Évosges
Referens: INSEE